# Roberto Villa
Roberto Villa (2 de diciembre de 1915 – 30 de junio de 2002) fue un actor teatral, cinematográfico y televisivo de nacionalidad italiana.

## Biografía
Su verdadero nombre era Giulio Sabetta, y nació en Casablanca, Marruecos. 
Fue descubierto, mientras estudiaba medicina y seguía los cursos del Centro Sperimentale di Cinematografia, por Mario Camerini, que le hizo debutar en el cine con Il grande appello (1936), un film propagandístico en el que hacía el papel del hijo de un renegado que vendía armas a los abisinios, y al cual siguió, en 1938, Luciano Serra pilota, de Goffredo Alessandrini.
A partir de Il fornaretto di Venezia, de Duilio Coletti (1939), Villa, gracias a su aspecto atractivo y simpático, que recordaba a actores americanos como Robert Young y Robert Montgomery, tuvo un gran éxito, aunque efímero, actuando al año siguiente en Maddalena: zero in condotta, de Vittorio De Sica, film en el que mostraba una mayor fluidez en su actuación.
En la década de 1940 tuvo una ecléctica e intensa actividad, trabajando sobre todo con Luigi Zampa, Carlo Ludovico Bragaglia, Amleto Palermi, Camillo Mastrocinque, Sergio Tofano, Piero Ballerini y Leo Menardi.
Villa también se dedicó con éxito al doblaje y al teatro, formando parte en la década de 1950 de la compañía Barbara-Tamberlani-Villa.
En los primeros años sesenta participó en el programa televisivo L'amico del giaguaro, haciendo el papel de notario. Siempre para la televisión, interpretó en 1966 el episodio I due volti della verità, perteneciente a la serie Le avventure di Laura Storm, con Lauretta Masiero.
Se retiró de la escena junto a su mujer, la actriz y directora Adriana Parrella, a finales de la década de 1970, yendo a vivir a Sutri, Italia, localidad en la que falleció en 2002.
Además de su faceta artística, Villa era un gran apasionado y coleccionista malacólogo. Tras su fallecimiento, su viuda, con ocasión de la ceremonia inaugural de la XXVII Mostra Malacologica de Cupra Marittima, donó su colección, que fue oficialmente denominada Donazione Roberto Villa. Sus conchas incrementaron la sección didáctica del Museo Malacologico Piceno.

## Filmografía
| - Il grande appello, de Mario Camerini (1936) - Luciano Serra pilota, de Goffredo Alessandrini (1938) - Gli ultimi della strada, de Domenico Paolella (1939) - Il fornaretto di Venezia, de Duilio Coletti (1939) - Se quell'idiota ci pensasse, de Nino Giannini (1939) - La fanciulla di Portici, de Mario Bonnard (1940) - Maddalena: zero in condotta, de Vittorio De Sica (1940) - Ecco la radio!, de Giacomo Gentilomo (1940) - Marco Visconti, de Mario Bonnard (1940) - La gerla di papà Martin, de Mario Bonnard (1940) - Il sogno di tutti, de Oreste Biancoli (1941) - I mariti - Tempesta d'amore, de Camillo Mastrocinque (1941) - Elisir D'Amore, de Amleto Palermi (1941) - Una volta alla settimana, de Akos Rathony (1941) - Violette nei capelli, de Carlo Ludovico Bragaglia (1941) - Le due orfanelle, de Carmine Gallone (1942) - La sonnambula, de Piero Ballerini (1942) - Cenerentola e il signor Bonaventura, de Sergio Tofano (1942) - Divieto di sosta, de Marcello Albani (1942) | - Giorno di nozze, de Raffaello Matarazzo (1942) - Signorinette, de Luigi Zampa (1942) - La fortuna viene dal cielo, de Akos Rathony (1942) - Il paese senza pace, de Leo Menardi (1943) - La vispa Teresa, de Mario Mattoli (1943) - La signora in nero, de Nunzio Malasomma (1943) - Principessina, de Piero Ballerini (1943) - La moglie in castigo, de Leo Menardi (1943) - Il processo alle zitelle, de Carlo Borghesio (1944) - Scadenza trenta giorni, de Luigi Giacosi (1944) - Il ventesimo duca, de Lucio De Caro (1945) - Porte chiuse, de Carlo Borghesio (1945) - La prigioniera dell'isola, de Marcel Cravenne (1946) - Albergo Luna, camera 34, de Carlo Ludovico Bragaglia (1946) - Un mese d'onestà, de Domenico Gambino (1947) - La sirena del golfo, de Ignazio Ferronetti (1948) - Quanto sei bella Roma, de Marino Girolami (1959) - Il medico delle donne, de Giorgio Simonelli (1962) |

## Teatro
- Arlecchino servitore di due padroni, de Carlo Goldoni, dirección de Giorgio Strehler, con Armando Alzelmo, Antonio Battistella y Roberto Villa. Piccolo Teatro de Milán, 24 de julio de 1947.
- Luomo e la tromba, de Marc Connelly, dirección de Giorgio Romano, con Adriana Innocenti, Ettore Conti y Ermanno Roveri, con la "Riverside Jazz Band" de Lino Patruno. Milán, Teatro dell'Arte 18/26 de abril de 1961.
- Ma se ci toccano nel nostro debole..., de Nelli, Mangini, Garinei e Giovannini, con Totò, Elena Giusti, Adriana Serra y Roberto Villa. Dirección de Mario Mangini, estrenada en el Teatro Valle de Roma el 15 de abril de 1947.

## Radio
- El principito, de Antoine de Saint-Exupéry, con Enrico Maria Salerno, Dario Dolci, Renzo Giovampietro y Roberto Villa. Dirección de Alberto Casella. 20 de octubre de 1951.
- Gli errori di Giosuè, de  Ugo Ronfani, con Angelo Calabrese, Adriana Parrella, y Roberto Villa. Dirección de Alberto Casella. 16 de noviembre de 1951.

## Televisión
- Invito al sogno, con Giancarlo Nicotra, Elena Cotta y Edoardo Toniolo. Dirección de Mario Ferrero, 4 de febrero de 1955.
- Storia di un uomo molto stanco, con Roberto Villa, Elena Altieri, Gustavo Conforti y Fiorella Betti. Dirección de Carlo Tamberlani, 16 de diciembre de 1955.
- Stelle alpine, con Umberto Melnati, Roberto Volla y Laura Solari. Dirección de Claudio Fino, 12 de diciembre de 1958.

En la década de 1960 participó en la producción infantil "Album di famiglia", con Carlo Campanini, interpretando el papel del padre.